# Hans Nagel (Künstler)

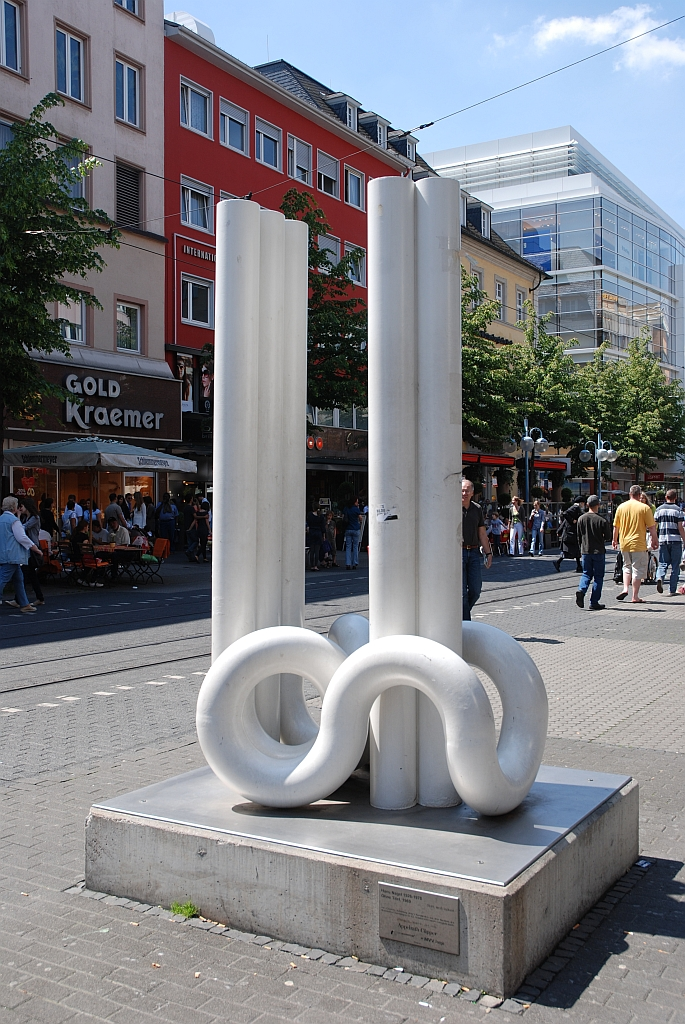
Ohne Titel (1969). Mannheim

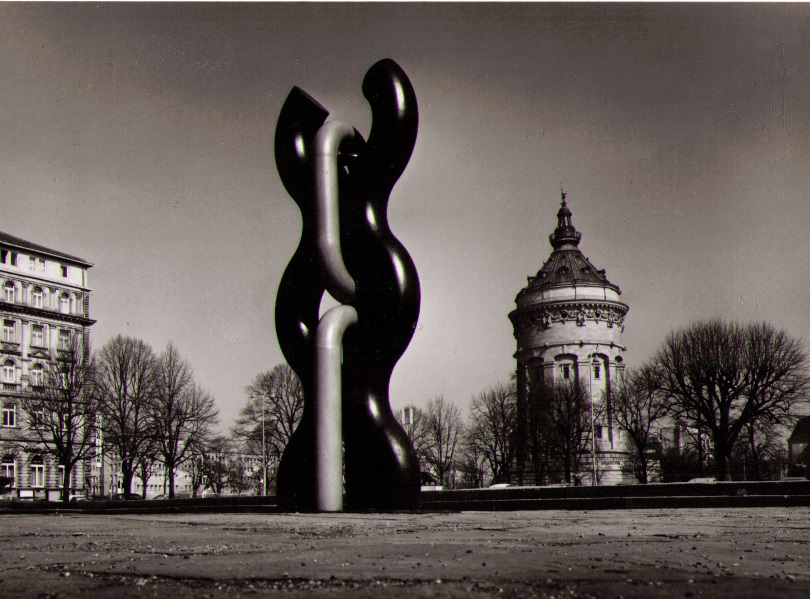
Hans Nagel, ER 18 – Große grüne Figur, 1967

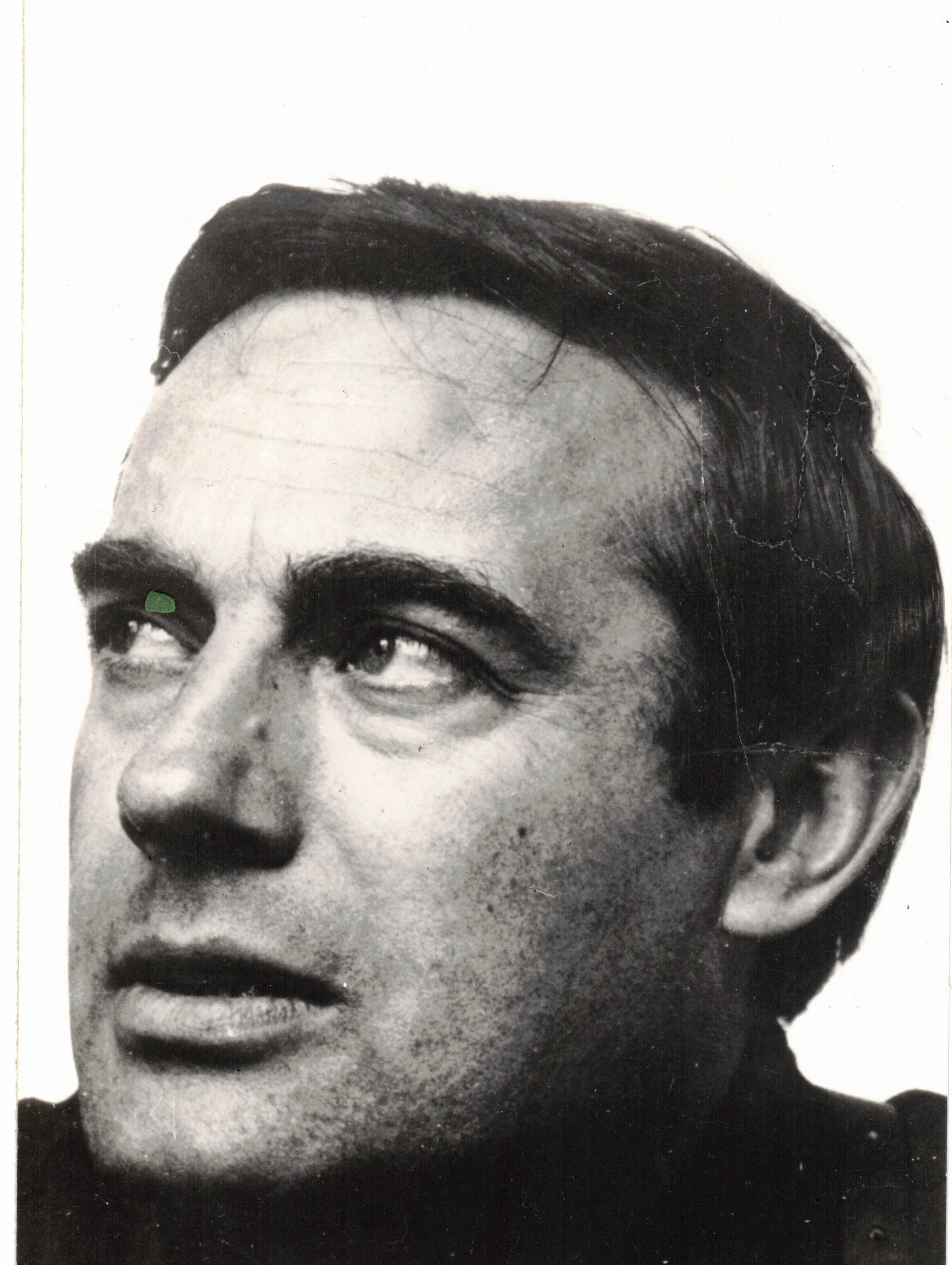
Hans Nagel

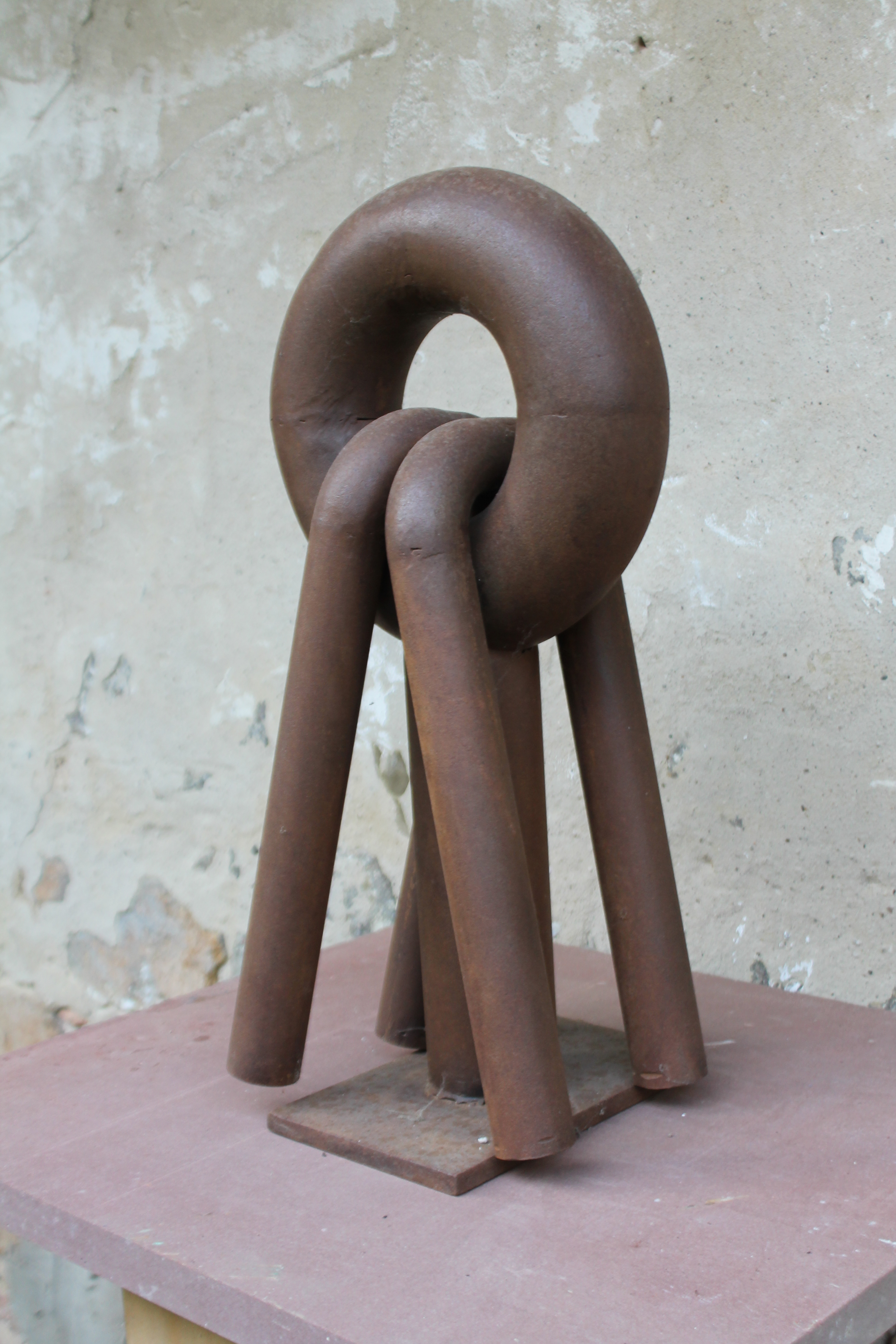
Hans Nagel, Ring ER 26 (1970–71)

Hans Nagel (* 28. März 1926 in Frankfurt am Main; † 9. November 1978 in Bonn) war ein deutscher bildender Künstler, der insbesondere für seine Röhrenplastiken aus Eisen bekannt ist.

## Leben
Nagel wuchs in Heidelberg auf und erhielt zwischen 1941 und 1945 Mal- und Zeichenunterricht beim expressiven Maler Will Sohl. Anfang 1943 wurde er als Luftwaffenhelfer eingezogen und beim Einsatz an der Flakbatterie bei Mannheim lebensgefährlich verwundet. Durch ein Stipendium gefördert, schloss Nagel 1945 das für diese Generation typische Notabitur ab. Nach einem kurzen Besuch der Münchner Akademie 1946 entschied er sich, sich autodidaktisch weiterzubilden und mietete sich in Heidelberg ein Atelier. Schon 1948 wurden Werke von Nagel in drei Heidelberger Gruppenausstellungen gezeigt. Seine ersten (figürlichen) Plastiken entstanden 1949 aus Holz, Gips oder Sandstein. In diesem Jahr heiratete er auch die Konzertpianistin Eva Mitzlaff. Seine erste Einzelausstellung hatte Nagel 1952 im Graphischen Kabinett Dr. Hanna Grisebach, Heidelberg.
1953 zog die Familie nach Mannheim um, Nagel verdiente den Lebensunterhalt größtenteils mit dem Bau von Architekturmodellen, durch Gebrauchsgrafik und durch Bühnenbildentwürfe. Seinen ersten öffentlichen Auftrag führte er 1955 für die Stadt Mannheim aus. 1958 erhielt Nagel einen Lehrauftrag an der Werkkunstschule Mannheim (später aufgegangen in der Hochschule Mannheim), ab 1960 als Leiter der künstlerischen Grundausbildung. Der Kunstverein Heidelberg widmete ihm eine Einzelausstellung.
Das Studienjahr 1965/66 führte Nagel als Gastdozent an die Hochschule für bildende Künste Hamburg und im Studienjahr darauf an das Hochschulinstitut für Kunst- und Werkerziehung Mainz (später aufgegangen in der Johannes Gutenberg-Universität Mainz). 1969 berief ihn die Werkkunstschule Mannheim zum Leiter der Abteilung 'Freies Gestalten' und 'Plastisches Gestalten'. 1973 erhielt Nagel ein Jahresstipendium der Cité Internationale des Arts Paris, das er jedoch abbrach, um einem Ruf an die Hochschule der Künste Berlin zu folgen, wo er bis zu seinem Tod als ordentlicher Professor für Bildhauerei unterrichtete und zuletzt Vizepräsident wurde.
1978 starb Nagel überraschend an Herzversagen.
Nagel war u. a. Mitglied im Künstlerbund Baden-Württemberg, im Deutschen Künstlerbund (von 1973 bis 1975 im Vorstand), im Deutschen Werkbund und in der Internationalen Gesellschaft der Bildenden Künste (im Vorstand).

### Einzelausstellungen (Auswahl)
Zu den mit «K» gekennzeichneten Ausstellungen erschien ein Katalog.
- 1965 Kunsthalle MannheimK
- 1971 Galerie der Stadt Mainz; Städtische Kunstsammlung Ludwigshafen am Rhein; Forum Kunst, Rottweil[2]
- 1972 Städtisches Museum Wiesbaden
- 1973 Ulmer Museum
- 1978 Gedenkausstellung in der Hochschule der Künste Berlin
- 1991 Mannheimer KunstvereinK

## Werk
Zunächst arbeitete Nagel figurativ, seine stelenhaften, abstrahierten Figuren u. a. aus Holz strahlen Stille, Gewissheit und Anmut aus.
In einer informellen Werkphase in den 1960er Jahren entstanden Plastiken wie z. B. Großes Relief (1963) – organisch wuchernde Stahl-Fundstücke – oder Waagerecht angreifend (1964) – ein zerklüftetes Konglomerat aus Eisenschrott.
Für seine seit 1965 entstehenden Röhrenplastiken verwendete Nagel Eisen („ER“ im Titel der Arbeiten), Rundhölzer („HR“) oder – ab 1971 – Kunststoffrohre („KR“). Mit der Verwendung industriell hergestellter Halbfertigzeuge gehen ein größerer Maßstab, aber auch eine klarere Formensprache einher. Im Vergleich zu den kompakteren, einer gewissen Rationalität verpflichteten Röhrenplastiken der 1960er und 1970er Jahre von Friedrich Gräsel, der etwa zur selben Zeit mit industriellen Halbfertigzeugen und der Röhrenform zu arbeiten begann, wirken Nagels Arbeiten allerdings freier und spielerischer. Während man die knäuelartigen Arbeiten von 1965 und 1966 wie etwa Auf einer Platte (1966) noch als Freihand-Luftzeichnungen aus Eisenrohren beschreiben könnte, kristallisiert sich ab 1967 die Vertikale als stilbildend heraus: Skulpturen aus mal enger, mal loser zusammenstehenden, säulenartig aufragenden Röhren. Typisch ist ihnen als gestalterisches Element häufig, dass die Röhren am Boden, im Mittelteil oder im Kopfbereich – gleichsam als Kapitell – in die Horizontale ausreißen. Die Röhren können dabei wie z. B. bei K4 (1971) in Ludwigshafen am Rhein, zu einem Labyrinth verschlungen, den Blick des Betrachters zu fesseln versuchen. Ein anderes Mal bilden sie ein anmutig-knospenartiges, selten vollkommen symmetrisches Geflecht, das bei näherer Betrachtung immer wieder lyrische Qualitäten aufweist.
Die Originalität von Nagels Werk manifestiert sich nach Manfred Fath denn auch in der Dichotomie des Werkstoffs „Röhre“:

„In dieser technischen Form berühren sich organische und technische Welt aufs engste, und in beiden Bereichen üben sie dieselbe Funktion als Stoff-, Kraft- und Informationsleiter aus. Sie enthalten auch wie keine andere Form zwei fundamentale Prinzipien, nämlich Ordnung und Vitalität, ein Gegensatzpaar, das die Arbeiten Nagels seit Sommer 1965 entscheidend prägt.“

Der industrielle Kunststoff und dazu noch die allgegenwärtige Röhrenform: was in den 1960er und 1970er Jahren modernes Material und neuartige Konzeption in der Kunst war und wo der Stolz auf industrielle Errungenschaften mitschwang, das war andererseits aber auch genau das, was es manch einem Betrachter schwer machte, Nagels Konstruktionen künstlerisch wahrzunehmen.

„Die verführerische Materialschönheit und die Zufälligkeit der Formen musste endlich verschwinden. – Die Energie der gespannten Rohroberfläche: Dynamik und Statik zugleich; die isolierten oder verschlungenen Volumina: abstrakt und sinnlich zugleich; zeigen jetzt direkt und unmissverständlich die vitalen Spannungen und die aggressiven Gegensätze, die mich bewegen, Plastik zu machen.“

### Werke im öffentlichen Raum

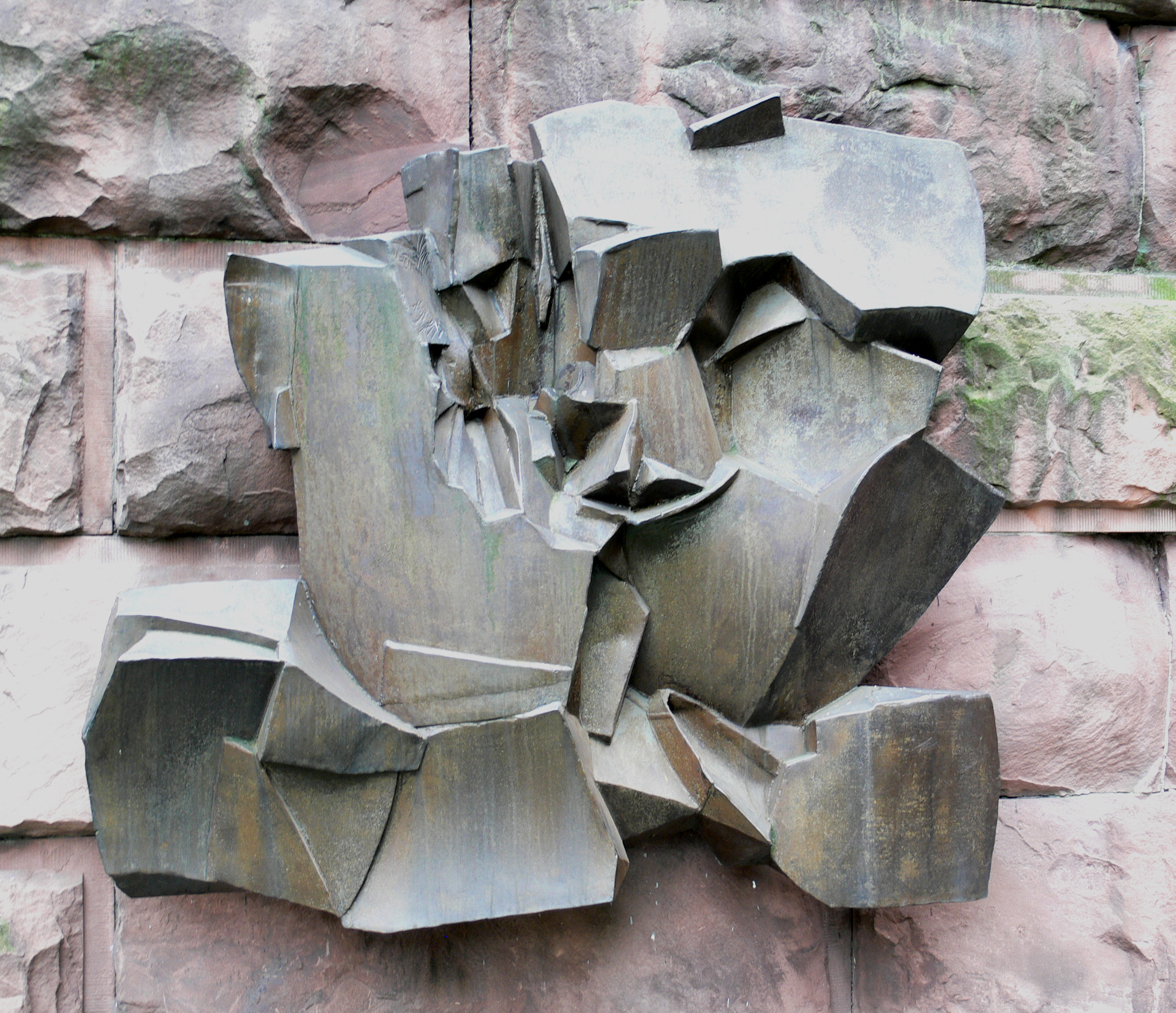
Großes Relief (1963). Skulpturengarten der Kunsthalle Mannheim
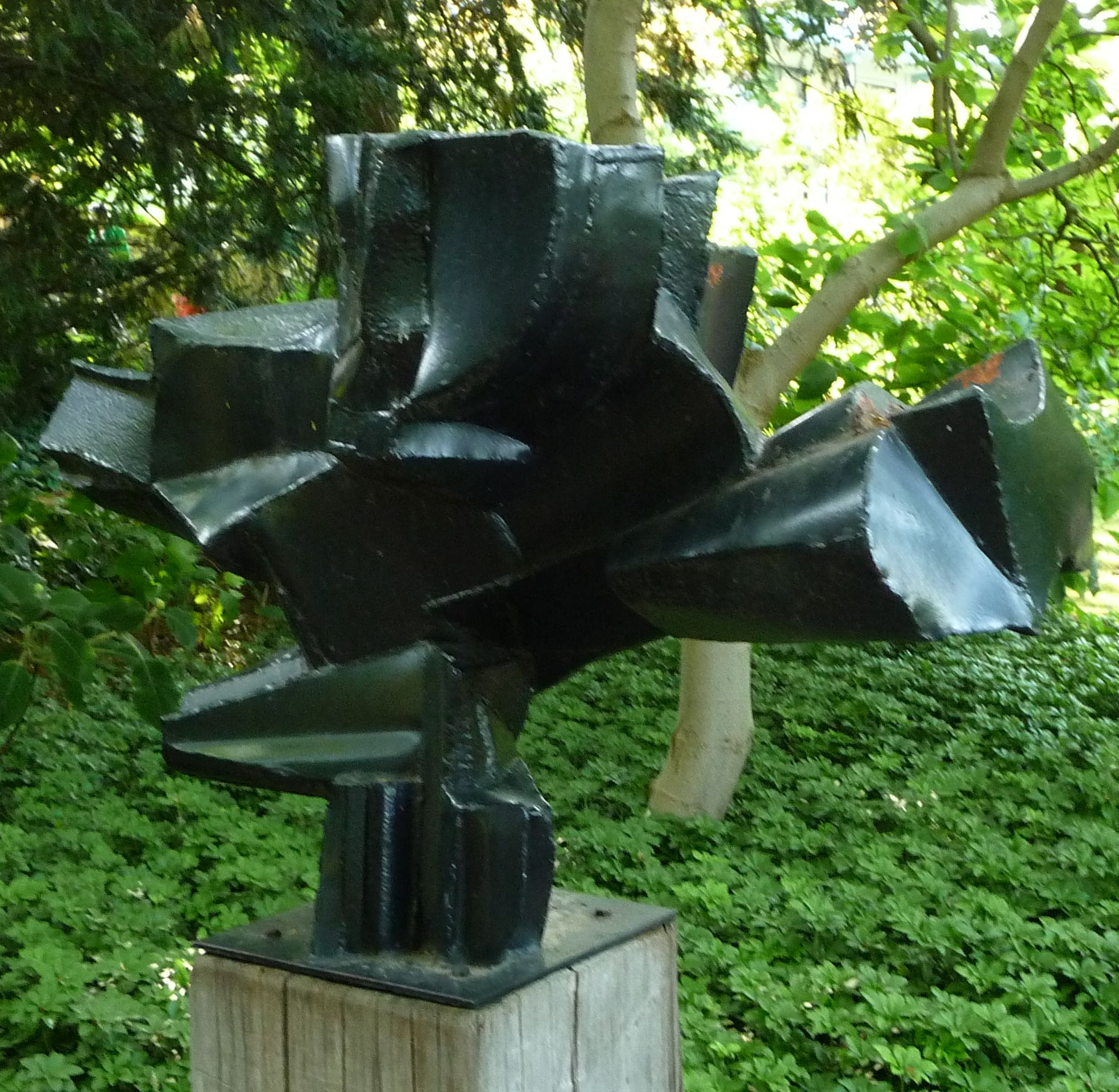
Waagerecht angreifend (1964). Luisenpark Mannheim
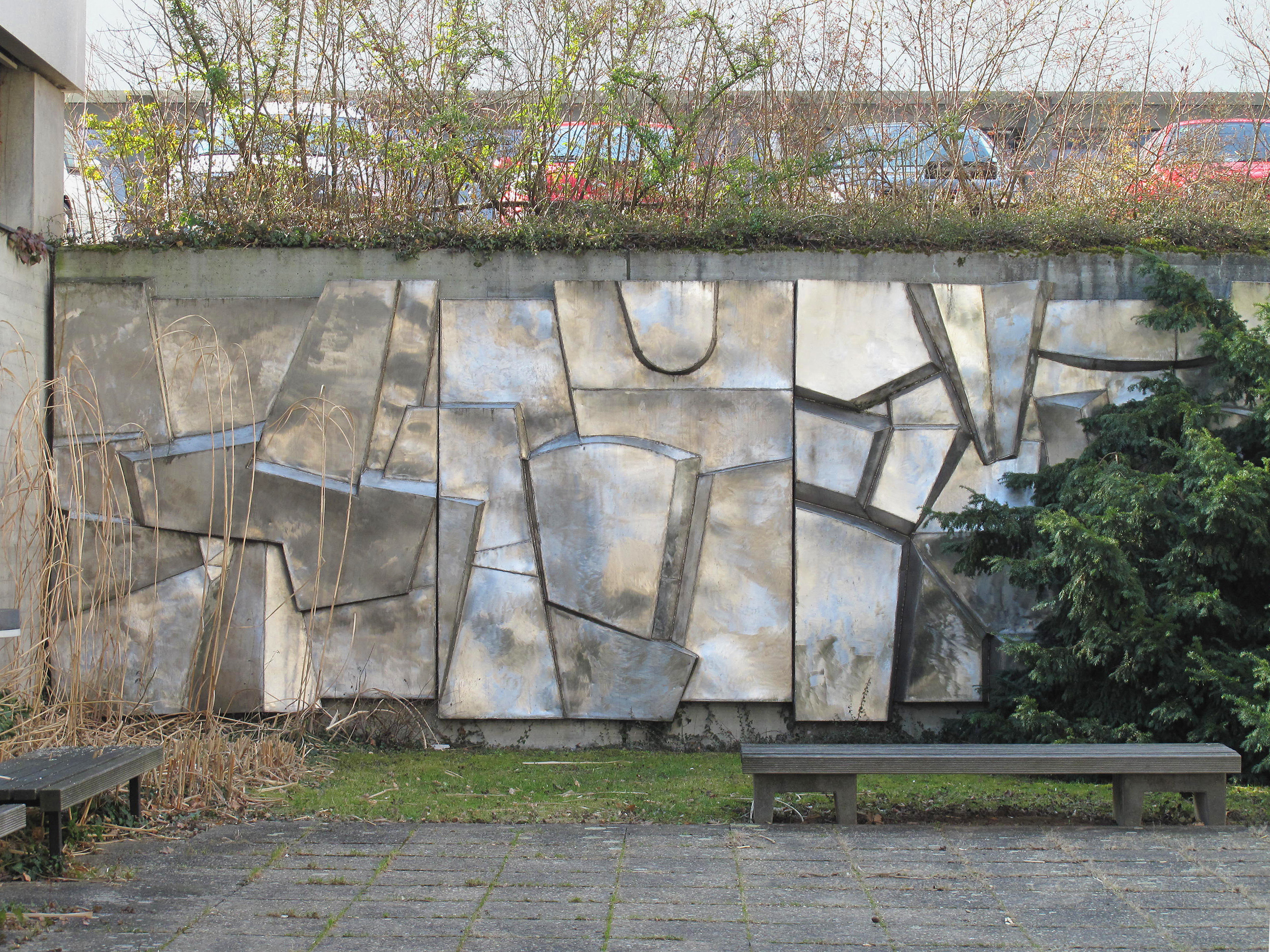
o. T. (1966). Metallrelief, Tübingen, Osianderstraße 2–6
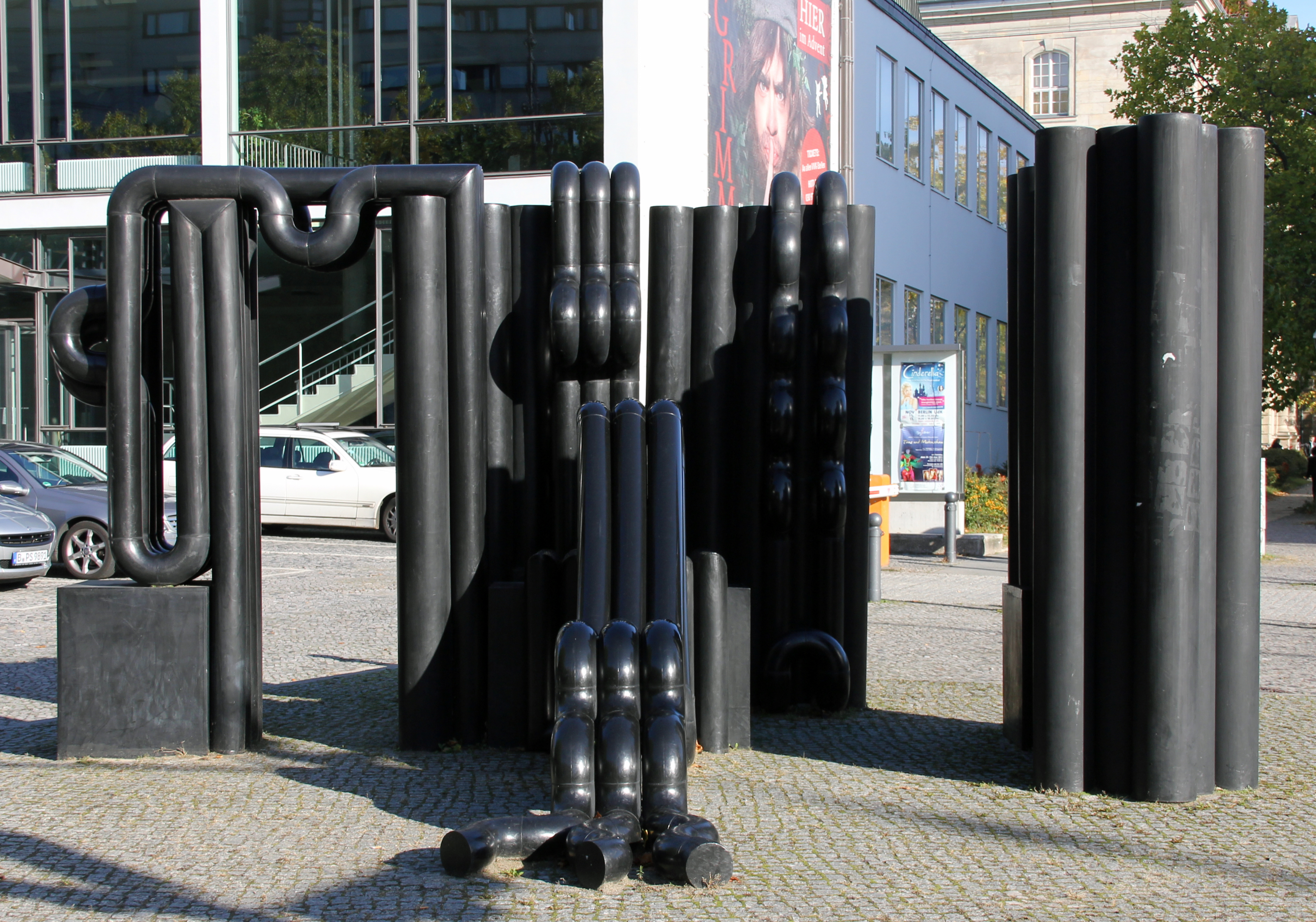
KR 5 (1971–72). Fasanenstraße/Hardenbergstraße, Berlin-Charlottenburg
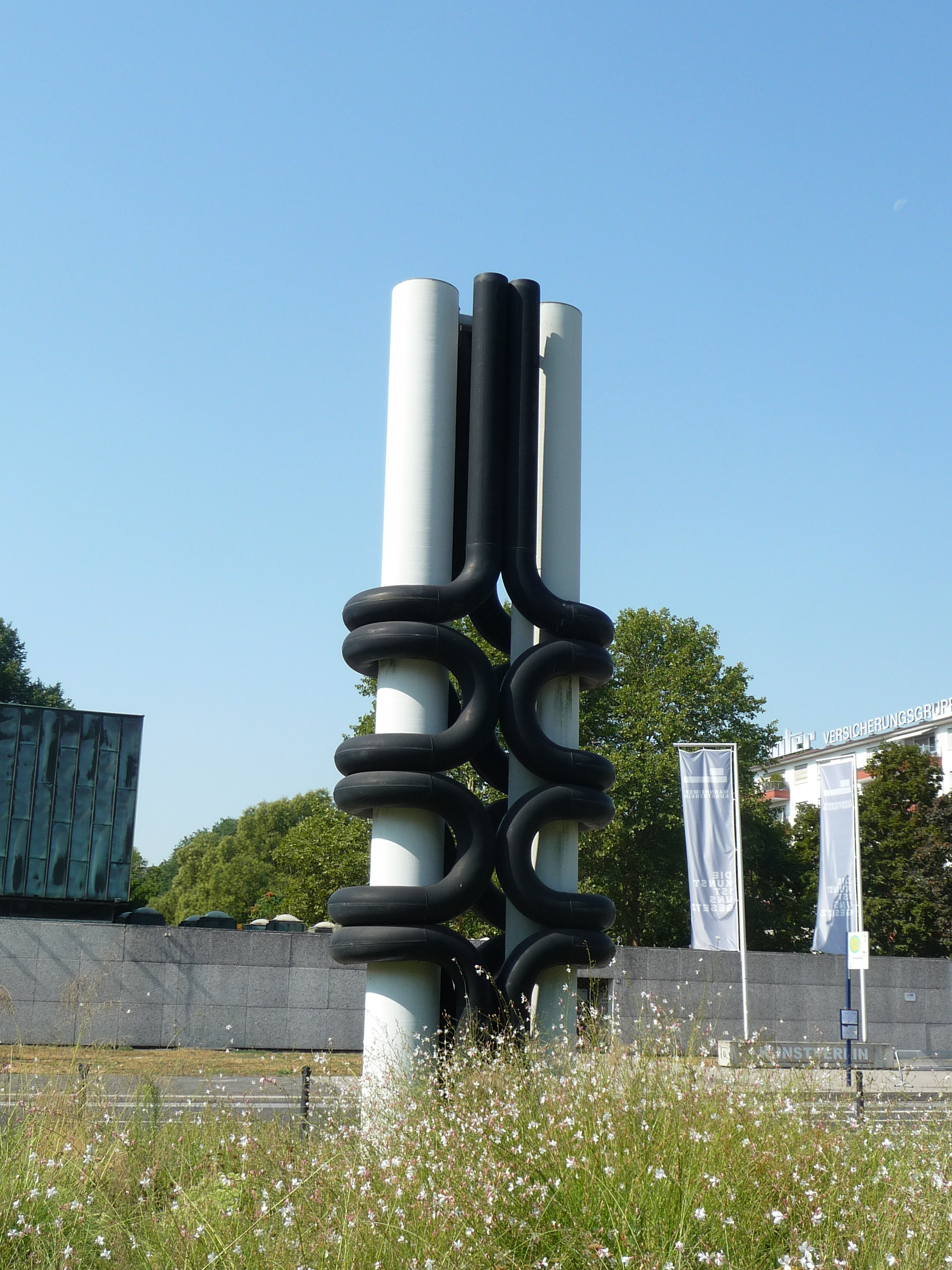
KR 6 (1972). Skulpturenmeile Mannheim

- 1962 Betonrelief. Mannheim, Innenhof L 1
- 1963 Großes Relief. Skulpturengarten der Kunsthalle Mannheim
- 1968 ER20 a. Röhrenplastik, Eisen, Institut für Chemie III, Universität Freiburg (im Gebäude)
- 1969 E21. Rheinuferpark, Mainz;
- 1969 Ohne Titel. Stahl, Planken, zwischen P4 und P5 Mannheim
- 1971 K4. Kunststoff, Heinz-Beck-Hof, Ludwigshafen am Rhein
- 1972 Röhrenplastik. Eisen, 7 m hoch, und Platzgestaltung. Katholische Kirche Zwölf Apostel, Mannheim-Vogelstang
- 1972 Röhrenplastik. Eisen, 4 m hoch, Käthe-Kollwitz-Schule, Bruchsal
- 1972 Brunnenplastik. Polyester, 10 m hoch, Bundesfinanzverwaltung, Sigmaringen
- 1972 KR 5. PVC, vor dem Konzertsaal der Universität der Künste, Hardenbergstr. 33, Berlin
- 1972 KR 6. Polyester (schwarz) und PVC bzw. nach der Restaurierung glasfaserverstärktes Polyester („Palatal“), Skulpturenmeile Augustaanlage, vor dem Mannheimer Kunstverein